# Ermitaž
Ermitaž (rusko Госуда́рственный Эрмита́ж) je eden od treh najpomembnejših in najpogosteje obiskanih svetovnih muzejev. Nahaja se v strogem središču Sankt Peterburga, na levem bregu reke Neve. Muzej je od ustanovitve leta 1764 pa do danes na ogled postavil več kot 3 milijone eksponatov. Zaradi bogate zbirke pa tudi arhitekturne dediščine je bil leta 1993 uvrščen na seznam Unescove kulturne dediščine. 

## Ime
Ime muzeja izhaja iz francoske besede Ermitage, kar v prevodu pomeni prebivališče samotarjev oziroma osamljeno mesto.

## Zgodovina
Zgodovina muzeja sega v čas cesarice Katarine Velike, ki je leta 1754 dala poleg paviljona Ermitaž zgraditi veličastni Zimski dvorec. Leta 1764 je v njem uredila prostore za nekatere izmed svojih galerijskih zbirk. Kasneje, v 19. stoletju, je dal cesar Nikolaj I. Ruski zgraditi Novi Ermitaž, v katerega je preselil vso razstavno gradivo in ga leta 1852 odprl za javnost. Med prvo svetovno vojno je bil Zimski dvorec uporabljen kot vojaška bolnišnica. V času po Oktobrski revoluciji, so bile v muzeju na novo razstavljene nekatere nacionalizirane umetnine. Ostale zgradbe so bile zgrajene v naslednjih desetletjih 20 stoletja.

## Zgradbe
Ermitaž sestavlja šest zgradb. Glavna in najbolj znana med njimi je Zimski dvorec, ki je nekoč služil kot rezidenca vladarjev cesarske Rusije. Ostale za javnost odprte zgradbe so še: Mali Ermitaž, Veliki Ermitaž, Stari Ermitaž, Novi Ermitaž in Ermitaževo gledališče. Skupna velikost razstavnih površin znaša več kot 67.000 kvadratnih metrov, kar daje muzeju status drugega največjega razstavnega kompleksa na svetu. Ermitaž se lahko pohvali s 322 stalnimi galerijami, ki se nahajajo v 1057 sobah, te pa povezuje 1768 vrat. Skupna dolžina prehodov med eksponati znaša dobrih 24 kilometrov.

## Muzejska zbirka
V muzeju je razstavljenih 3.150.428 eksponatov, med katerimi je največ, kar 1.125.000, numizmatičnih predmetov. Zbirko predstavlja še 800 tisoč arheoloških artefaktov, 17 tisoč slik, 14 tisoč kosov orožja, 13 tisoč kipov, 2 tisoč dokumentov in dobrih 300 redkih knjig. Razstavljene umetnine izvirajo iz vseh zgodovinskih obdobij, pod njih pa so se podpisali največji svetovni avtorji, med drugimi Rafael, Michelangelo, da Vinci, Rembrandt, Picasso in Van Gogh. Zbirka se iz leta v leto dopolnjuje z odkupom novih umetniških del.

## Mačke čuvajke
Velika posebnost Ermitaža so tako imenovane mačke čuvajke, ki naj bi odganjale podgane in miši. Mačke so v muzeju prisotne od leta 1725, ko jih je v paviljon naselil cesar Peter Veliki. Večina živali izvira iz Nizozemske, nekaj pa tudi iz ruskega Kazana. V času druge svetovne vojne so večino mačk iz obupa in lakote pojedli domačini, vendar so bile kasneje spet naseljene v muzej. Od leta 1998 meščani Sankt Peterburga 28. marca praznujejo dan Ermitaževih mačk.